# Sebastian Langhans
Sebastian Langhans (* etwa 1477 in Calbe an der Saale; † zwischen 1543 und 1546) war zunächst Stadtschreiber, dann Ratsherr in Aschersleben und zuletzt Möllenvogt in Magdeburg. Bekannt ist er für von ihm angefertigte Aufzeichnungen über die Einführung der Reformation in der Stadt.

## Leben
Sebastian (auch Bastian) Langhans (auch Langehans, -hanß) wurde in Calbe/Saale geboren. Seine Mutter war eine geborene Woyge, ihr Bruder bzw. Sebastians Onkel hieß Moritz Woyge. Die Mutter war mindestens dreimal verheiratet, denn Sebastian nennt 1524 in seiner Historia seine Halbbrüder Hans Hermann, Bürgermeister in Calbe und Georg Hermann, Bürger ebd. sowie Hans Philips, Ratsherr ebd. Er hatte auch eine Schwester, die mit einem Georg Strüer verheiratet war. Sein Vater konnte quellenmäßig noch nicht nachgewiesen werden. Der Familienname Langehans bildete sich wahrscheinlich erst im 15. Jahrhundert aus, denn im Wettebuch der Schöffen zu Calbe werden 1446 und zweimal 1458 eine oder zwei Personen namens „Langhe Hans“ erwähnt.
Zum Wintersemester 1493 immatrikulierte er sich an der Universität Leipzig. Hier legte er auch am 7. März 1495 die Prüfung zum Baccalauræus der philosophischen Fakultät ab (Bacc. art.). Ab 1501 ist er als Stadtschreiber des Rates von Aschersleben nachweisbar. Es folgt ein vertiefendes Rechtsstudium an der Universität Erfurt, wo er sich im Sommersemester 1506 einschreibt. Sebastian war hier Kollegiat und Stipendiat des Collegium Beatæ Mariæ Virginis, einer Burse für Studenten der Rechtswissenschaft. Einen höheren Abschluss an der dortigen Juristenfakultät hat er nicht erworben. Ab 1512 ist er wieder in Aschersleben nachweisbar, zunächst wieder als Stadtschreiber. 1515 wird er in den Rat gewählt und bekleidet die Ämter des Bürgermeisters und des Præfecten (Stadtvogt).
Als Magdeburger Möllenvogt wurde er erstmalig 1517 erwähnt (urkundlich nachweisbar 1518). Er lebte im Dienstsitz der Möllenvogtei, im heute als Alte Möllenvogtei bezeichneten Anwesen. 1519 belehnte ihn Erzbischof Albrecht, wegen treuer Dienste, mit fünf Vierteln Land im Schrotdorfer Feld und einem Haus in der Magdeburger Neustadt. Das Amt als Möllenvogt hatte er zumindest bis 1538 inne. 1543 wurde er als alter Möllenvogt erwähnt. Im Jahre 1546 tun seine Söhne Hans und Sebastian Langhans (junior) Lehnsfolge an den väterlichen Lehen. Da es sich um einen Mannfall handelt, kann das Ableben des Möllenvogtes zwischen 1543 und 1546 eingegrenzt werden.
In seine Amtszeit als Möllenvogt fiel die 1524 erfolgte Einführung der Reformation in Magdeburg. Die Möllenvogtei war eine Behörde des katholischen Erzbischofs und hatte in Teilen der Stadt und den Vorstädten Polizeigewalt, auch Langhans selbst war katholisch. Er und seine Vogtei gerieten so in die religionspolitischen Auseinandersetzungen der Zeit, die in der sich bald als protestantische Hochburg verstehenden Stadt Magdeburg besonders ausgeprägt waren.

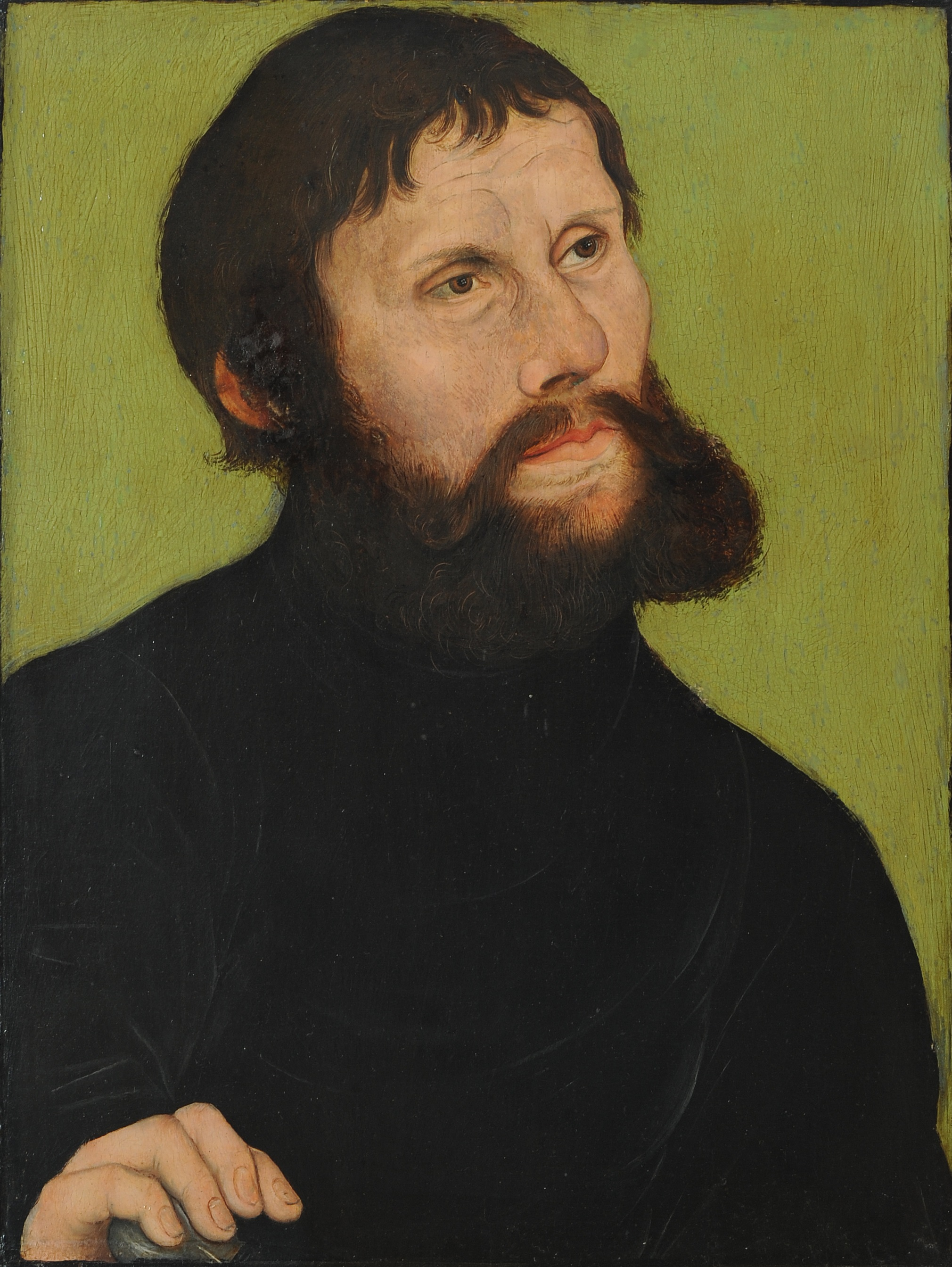
Luther als Junker Jörg darstellendes Bild von Lucas Cranach dem Älteren; Langhans beschreibt das von ihm beschlagnahmte Bild mit: Brustbilde Martin Luthers von Wittenberg Contrefactur mit dem Schwerte vnnd barte In einer schwarzen Jopen

Kurz vor dem 16. Februar 1523 beschlagnahmte Langhans beim Magdeburger Buchführer Nickel Apfelstedt ein Bild, das Martin Luther als Junker Jörg zeigte. Das Bildnis Luthers war dabei hinter einer Darstellung der Lucretia verborgen. Bei dem Bild könnte es sich um ein heute bekanntes Bild von Lucas Cranach dem Älteren gehandelt haben.
In der Neustadt gab es das Spottlied vom Ochsentreiber, das die Neustädter beim Erscheinen des Kardinals oder des Möllenvogts sangen. Dieses Lied bezog sich darauf, dass auf Befehl des Kardinals Albrecht von Brandenburg eine Glocke aus dem Kloster Gottesgnaden in Calbe abgenommen, auf einem Ochsenkarren nach Halle (Saale) gebracht und dort im Dom wieder aufgehängt wurde. Am 2. Juli 1524 schoss jemand um 21.00 Uhr mit einer Handfeuerwaffe auf ein Kammerfenster von Langhans. Ein Teil der Bleieinfassung des Fensters wurde dabei beschädigt, Verletzte waren jedoch nicht zu beklagen.
1524 gelang es Langhans die Gemeinde von Burg (bei Magdeburg) mit ihrem Bürgermeister Casper Blume zu versöhnen.

## Familie
In seiner Zeit in Aschersleben zwischen 1501 und 1506 hatte er das dortige Bürgerrecht erworben, ein Haus gekauft und auch seine Ehefrau heimgeführt. Diese ist indirekt aus den Bestimmungen zur Lehnsfolge aus dem Lehnsregister des Hochstifts Halberstadt erschließbar. Sie war eine geborene Schwenebeck und stammte aus einer alteingesessenen Ratsfamilie der Stadt. Neben den zwei Söhnen Hans und Sebastian hatte er außerdem eine Tochter Anna, verheiratet mit Matthäus Volmar, der als langjähriger Bürgermeister in Aschersleben wirkte. Auf dem Epitaphbild der Familie Volmar, das sich in der Kirche St. Stephani befindet, ist die Familie abgebildet.

## AufzeichnungHistoria
Die Aufzeichnungen Langhans sind eine wichtige Quelle der Magdeburger Stadtgeschichte und umfassen den Zeitraum vom 6. Mai 1524 bis zum 3. Februar 1525. Sie sind in der Form eines Tagebuchs verfasst. Wenn auch nicht täglich so wurden die Aufzeichnung jedoch jeweils in enger zeitlicher Nähe zu den notierten Ereignissen gefertigt. Der Zweck der zum Teil persönlich wirkenden Texte war kein amtlicher im Sinne eines Berichts, sondern wohl der Wunsch nach persönlicher Aufzeichnung. Die Aufzeichnungen sind allerdings nicht im Original erhalten, sondern in einer 1601 durch Heinrich Findemann vorgenommenen Abschrift. Findemann übertrug dabei den ursprünglich in Niederdeutsch abgefassten Text ins Hochdeutsche. Andere von Langhans direkt erhaltene Berichte sind jeweils in Niederdeutsch verfasst. Die Übersetzung gilt jedoch als ungenau. Zum Teil konnte Findemann wohl auch Worte nicht entziffern und schrieb dann unsinnige Worte bis Sätze. Vermutlich waren die jetzt unvermittelt abbrechenden Aufzeichnungen auch länger. Auch der Titel des Werks dürfte nicht von Langhans selbst, sondern später hinzugefügt sein.

## Werk
- Historia. Was im Anfangk der Lere des Heiligen Evangelii vom Anfange des Jahres 1524 bis 1525 auf Blasii zu allen drei Stedten zu Magdeburgk sich begeben. Beschrieben durch Sebastian Langhans, Mollenvoigten daselbst, 1524/1525; veröffentlicht bei Gustav Hertel, Die „Historia“ des Möllenvogtes Sebastian Langhans, betreffend die Einführung der Reformation in Magdeburg (1524) in Magdeburger Geschichtsblätter, 28. Jahrgang, 1893, Seite 290 ff.